# Stretch Murphy
Charles Carroll Murphy, detto Stretch (Marion, 10 aprile 1907 – Tampa, 24 agosto 1992), è stato un cestista statunitense, membro del Naismith Memorial Basketball Hall of Fame dal 1960.

## Carriera
Fu uno dei primi veri "giganti" della pallacanestro, forte dei suoi 198 centimetri di altezza. Considerato uno dei migliori difensori e rimbalzisti della sua epoca, formò con John Wooden a Purdue una delle migliori coppie cestistiche del college basket, con cui vinse la Big Ten Conference nel 1930.
Giocò anche in American Basketball League con i Chicago Bruins e gli Indianapolis Kautskys.